# Kami
Kami (jap. kanji 神, hiragana かみ, izgovor: [kaꜜmi]), duhovi ili fenomeni koje se štuje u šintoističkoj religiji. Mogu biti elementi krajobraza, prirodne sile, kao i bića i kvalitete koja ta bića izražavaju. Mogu biti duhovi veneriranih mrtvih osoba. Za mnoge kamije se smatra da su drevni predci cijelih seishija (japanskih klanova, kanji 姓氏 hiragana せいし). Neki predci postaju kamiji nakon smrti ako su bili sposobni utjeloviti vrijednosti i vrline kamija za života. Tradicijski, veliki vođe poput japanskog cara mogu biti ili postati kami.
U šintoizmu kamiji nisu odvojeni od prirode, nego su oni priroda, posjedujući pozitivne i negativne, dobre i zle osobine. Oni su iskaz musubija (結び), međupovezujuću energiju univerzuma, i smatra ih se primjerom čemu bi ljudska vrsta trebala težiti. Za kamije se vjeruje da su "skriveni" od ovog svijeta te da nastanjuju komplementarno postojanje zrcalne slike nas samih: shinkai (神界, "kamijski svijet"). Za biti u harmoniji sa strahopoštovanju nadahnjujućim aspektima prirode treba biti svjestan kannagara no michi (随神の道 ili 惟神の道, "put kamija").
Značenje riječi kami teško je prevesti na nejapanske jezike, jer nemaju prikladnu riječ koja bi u potpunosti pokrila značenje te riječi. Dvojnost značenja kamija neophodna je, jer iskazuje dvojnu narav samog kamija.
Ainui imaju jedan animistički koncept sličan kamiju, kamuy. Značenje korijena riječi predmetom je znanstvene debate. Glede sličnosti riječi, vjerojatno je da je japanska riječ posuđena iz jomonskog odnosno ainuskog, ili su rođaci preko vrlo dalekog zajedničkog pretka.